# Цермен (Белуно)
Цермен је насеље у Италији у округу Белуно, региону Венето.
Према процени из 2011. у насељу је живело 279 становника. Насеље се налази на надморској висини од 358 м.